# دانشگاه کاتولیکا بولیویانا
دانشگاه کاتولیکا بولیویانا (به اسپانیایی: Universidad Católica Boliviana San Pablo) یک دانشگاه در بولیوی است که در لاپاز (بولیوی) واقع شده‌است.

## رنکینگ
براساس رتبه‌بندی دانشگاه‌های جهان در سال 2022 که مؤسسه QS آن را انجام داده‌است دانشگاه کاتولیکا بولیویانا در رتبه +1201 برترین دانشگاه‌ها جهان قرار گرفته‌است.